# Palaeomolis garleppi
Palaeomolis garleppi är en fjärilsart som beskrevs av Rothschild 1910. Palaeomolis garleppi ingår i släktet Palaeomolis och familjen björnspinnare. Inga underarter finns listade i Catalogue of Life.

## Bildgalleri

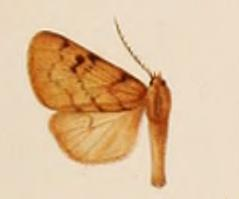